# Quercus wutaishanica
Quercus wutaishanica — вид рослин з родини букових (Fagaceae).

## Середовище проживання
Поширений у Монголії й Китаї.